# Két test, egy lélek
A Két test egy lélek (eredeti cím: Dead Ringers) David Cronenberg filmje, melyben a kettős főszerepet Jeremy Irons játssza. A filmet 1988-ban a torontói filmfesztiválon mutatták be. 
A forgatókönyv Bari Wood és Jack Geasland: Twins c. regénye alapján készült, a könyv Stewart és Cyril Marcus testvérpár igaz történetét dolgozza fel. 1975-ben holtan találtak a testvérpárt manhattani lakásukban, halálukat kábítószer elvonás okozta. Cronenberg olvasta az Marcus testvérek haláláról szóló szalagcímeket, s úgy gondolta ezt a történetet érdemes volna elmesélni. „Ez már túl tökéletes volt” – vallotta Cronenberg. Carol Baum 1981-ben kereste meg Cronenberget egy ötlettel, hogy készítsen filmet az ikrekről, aki később elolvasta Wood és Geasland könyvét, mely végül a forgatókönyv alapjául szolgált.

## Történet
Elliot és Beverly Mantle egypetéjű ikerpár, mindketten sikeres nőgyógyászok. Elliot és Beverly mindent megosztanak egymással, az életüket, a munkájukat és a nőket is. Elliot ismerkedik meg a nőkkel, majd szerepet cserélve Beverly váltja őt a randevúk során. Azonban Elliot egy nap találkozik Claire-rel a híres színésznővel, aki páciensként kerül klinikájukra. Bár Elliot elveszíti érdeklődését a nő iránt, Beverly beleszeret Claire-be, és nem képes továbblépni. Mikor Claire számára is világossá válik, hogy miféle játék áldozata lett, szembesíti ezzel a testvéreket. Elliot és Beverly addigi kiegyensúlyozott élete megváltozik, Claire a munkája miatt végül elhagyja Beverlyt. Beverly depressziós lesz, kábítószereket kezd szedni. Téveszmék kezdik gyötörni, mutáns nők kezelésére alkalmas bizarr orvosi eszközöket készíttet. Egy alkalommal egyik betegén használja is őket. Elliot tehetetlenül szemléli Beverly összeomlását és kapcsolatuk hanyatlását…

## Szereplők
| Karakter                       | Színész            | Magyar hang      |
| ------------------------------ | ------------------ | ---------------- |
| Beverly Mantle                 | Jeremy Irons       | Csankó Zoltán    |
| Elliot Mantle                  | Jeremy Irons       | Rékasi Károly    |
| Claire Niveau                  | Geneviève Bujold   | Vándor Éva       |
| Cary                           | Heidi von Palleske | Dudás Eszter     |
| Danuta                         | Barbara Gordon     |                  |
| Laura                          | Shirley Douglas    |                  |
| Anders Wolleck                 | Stephen Lack       | Rosta Sándor     |
| Leo                            | Nick Nichols       |                  |
| Arlene                         | Lynne Cormack      | Prókai Annamária |
| Birchall                       | Damir Andrei       | Felföldi László  |
| Mrs. Bookman                   | Miriam Newhouse    | Győry Franciska  |
| Beverly 9 évesen               | Jonathan Haley     |                  |
| Elliot 9 évesen                | Nicholas Haley     |                  |
| Luciana                        | Marsha Moreau      | Vadász Bea       |
| Orvostudományi egyetem dékánja | Richard W. Farrell | Kenderesi Tibor  |
| Anatómia osztályvezető         | Warren Davis       | Kardos Gábor     |
| Dennis, gyógyszerész           | Denis Akiyama      | Fekete Zoltán    |

## Díjak, jelölések
- Genie-díj (1989)
  - A film 13 kategóriában volt jelölve a Kanadai Filmakadémia díjára a Genie-Díjra, melyből 11 díjat nyert meg (legjobb film, legjobb rendezés, legjobb férfi főszereplő, legjobb adaptált forgatókönyv, legjobb látvány, legjobb operatőr, legjobb vágás, legjobb hang, legjobb hangvágás, legjobb filmzene, legjobb dal).
- Fantasporto (1989)
  - díj: legjobb színész – Jeremy Irons
  - jelölés: legjobb film – David Cronenberg
- Chicago-i Filmkritikusok Szövetségének díja (1989)
  - díj: legjobb színész – Jeremy Irons
- Los Angeles-i Filmkritikusok Szövetségének díja (1988)
  - díj: legjobb rendező – David Cronenberg
  - díj: legjobb mellékszereplő – Geneviève Bujold